# Okruglica (gmina Svrljig)
Okruglica (cyr. Округлица) – wieś w Serbii, w okręgu niszawskim, w gminie Svrljig. W 2011 roku liczyła 164 mieszkańców.